# Peršaja Liha 1999
La Peršaja Liha 1999 è stata la 9ª edizione della seconda serie del campionato bielorusso di calcio. La stagione è iniziata il 18 aprile 1999 ed è terminata il 31 ottobre successivo.

## Stagione

### Novità
Al termine della passata stagione, sono salite in massima serie Lida e Svislač-Krovlja. Sono retrocesse in Druhaja liha Vejna e Belenerhostroj Belaazërsk.
Dalla Vyšėjšaja Liha 1998 sono retrocesse Kamunal'nik Slonim e Dinamo-93 Minsk. Dalla Druhaja liha sono salite Zorka-VA-BDU Minsk e Hranit Mikašėvičy.
Al termine della passata stagione il Belkard Hrodna si è fuso col Nëman, mentre la Dinamo-93 Minsk si è sciolta. Per coprire i due posti vacanti, la federcalcio bielorussa ha ripescato il Vejna inizialmente retrocesso e il Nëman Masty (quest'ultimo dalla Druhaja liha).
Le seguenti squadre hanno cambiato denominazione:
- Il Bjaroza è diventato Keramik Bjaroza
- Il Vejna è diventato Vejna-Dnjapro, dopo essere diventata la seconda squadra del Dnjapro-Transmaš Mahilëŭ
- La Dinama-Ėnerhahaz Vicebsk è diventata Vicbič-Dinama-Ėnerha

### Formula
Le sedici squadre si affrontano due volte, per un totale di trenta giornate. 
Le prime due classificate, vengono promosse in Vyšėjšaja Liha 2000. Le ultime due, invece, retrocedono in Druhaja liha.

## Classifica finale
|  | Pos. | Squadra                 | Pt | G  | V  | N  | P  | GF | GS | DR  |
|  | ---- | ----------------------- | -- | -- | -- | -- | -- | -- | -- | --- |
|  | 1.   | Kamunal'nik Slonim      | 59 | 30 | 18 | 5  | 7  | 57 | 29 | +28 |
|  | 2.   | Vedryč-97 Rėčyca        | 58 | 30 | 16 | 10 | 4  | 56 | 30 | +26 |
|  | 3.   | Dinamo-Juni Minsk       | 56 | 30 | 16 | 8  | 6  | 50 | 36 | +14 |
|  | 4.   | Kamunal'nik Svetlahorsk | 56 | 30 | 16 | 8  | 6  | 45 | 31 | +14 |
|  | 5.   | Hranit Mikašėvičy       | 54 | 30 | 15 | 9  | 6  | 47 | 25 | +12 |
|  | 6.   | Nëman Masty             | 52 | 30 | 14 | 10 | 6  | 49 | 30 | +19 |
|  | 7.   | Tarpeda Žodzina         | 44 | 30 | 11 | 11 | 8  | 55 | 43 | +12 |
|  | 8.   | Keramik Bjaroza         | 43 | 30 | 11 | 10 | 9  | 37 | 38 | -1  |
|  | 9.   | Orša                    | 39 | 30 | 10 | 9  | 11 | 46 | 37 | +9  |
|  | 10.  | Rahačoŭ                 | 38 | 30 | 9  | 11 | 10 | 49 | 44 | +5  |
|  | 11.  | ZLiN Homel'             | 36 | 30 | 9  | 9  | 12 | 37 | 30 | +7  |
|  | 12.  | Zorka-VA-BDU Minsk      | 33 | 30 | 8  | 9  | 13 | 38 | 57 | -19 |
|  | 13.  | Palesse Kozenki         | 27 | 30 | 7  | 6  | 17 | 32 | 61 | -29 |
|  | 14.  | Vejna-Dnjapro           | 26 | 30 | 6  | 8  | 16 | 31 | 57 | -26 |
|  | 15.  | Pinsk-900               | 26 | 30 | 6  | 8  | 16 | 33 | 50 | -17 |
|  | 16.  | Vicbič-Dinama-Ėnerha    | 5  | 30 | 0  | 5  | 25 | 26 | 90 | -64 |

Legenda:
      Promossa in Vyšėjšaja Liha 2000.
      Retrocessa nelle Druhaja Liha 2000
Note:
Tre punti a vittoria, uno a pareggio, zero a sconfitta.